# Liste der Monuments historiques in Létanne
Die Liste der Monuments historiques in Létanne führt die Monuments historiques in der französischen Gemeinde Létanne auf.

## Liste der Objekte
| Bezeichnung               | Beschreibung                          | Standort                        | Kennzeichnung | Schutzstatus | Datum | Bild |
| ------------------------- | ------------------------------------- | ------------------------------- | ------------- | ------------ | ----- | ---- |
| Skulptur Heiliger Georg   | Holz, farbig gefasst, 18. Jahrhundert | in der Kirche St-Georges (Lage) | PM08000292    | Classé       | 1970  |      |
| Kruzifix                  | Holz, farbig gefasst, 18. Jahrhundert | in der Kirche St-Georges (Lage) | PM08001038    | Inscrit      | 1977  |      |
| Skulptur Madonna mit Kind | Holz, farbig gefasst, 18. Jahrhundert | in der Kirche St-Georges (Lage) | PM08000291    | Classé       | 1970  |      |